# Sélection de la ville hôte pour les Jeux olympiques de 2022
La sélection de la ville hôte pour les Jeux olympiques et paralympiques 2022, voit s'affronter deux villes : Almaty au Kazakhstan, et Pékin en Chine. À l'issue d'un vote ayant eu lieu lors de la 128e session du Comité international olympique organisée à Kuala Lumpur le 31 juillet 2015, c'est la candidature chinoise qui est sélectionnée.

## Échéancier de sélection
Le calendrier de sélection de la ville organisatrice a été présenté aux comités nationaux olympiques (CNO) dans une lettre circulaire qui leur a été envoyée en octobre 2012. L'élection de la ville hôte devrait se tenir en juillet 2015 à Kuala Lumpur.
- Mai 2013 - Le CIO invite les CNO à soumettre les noms de leur ville requérante respective et publie le questionnaire aux villes requérantes 2022.
- 14 novembre 2013 - date limite de soumission des noms des villes requérantes par les CNO
- 4 - 6 décembre 2013 - Séminaire des villes requérantes à Lausanne.
- 7 - 23 février 2014 - Programme d'observateurs des villes requérantes - Sotchi 2014
- 14 mars 2014 - Soumission des dossiers des villes requérantes.
- 7 juillet 2014 - Choix des villes candidates par la Commission exécutive du CIO
- 7 janvier 2015 - Soumission des dossiers de candidature et des lettres de garantie
- 14-18 février - Visite de la commission d'évaluation du CIO à Almaty
- 24-28 mars 2015 - Visite de la commission d'évaluation du CIO à Pékin
- 1er/2 juin 2015 - Rapport de la commission d'évaluation
- 9/10 juin 2015 - Réunions d'information des membres du CIO par les villes candidates
- 31 juillet 2015 - Élection de la ville hôte des Jeux olympiques d'hiver de 2022 lors de la Session du CIO à Kuala Lumpur

### Villes candidates
Le 15 novembre 2013, le CIO annonce la liste des six villes requérantes. Trois d'entre elles se retirent en 2014 avant le choix des villes candidates : Stockholm la première le 17 janvier, puis Cracovie le 26 mai et enfin Lviv le 30 juin. Le 7 juillet, après la période d'évaluation des dossiers, le Comité international olympique annonce que les trois villes restantes requérantes sont retenues : Almaty, Pékin et Oslo.
Le 1er octobre 2014, Oslo retire à son tour sa candidature. Ainsi, seules Almaty et Pékin restent dans la course.
- Almaty ( Kazakhstan)

Cette ville du Kazakhstan n'a pas été retenue comme ville candidate pour les Jeux olympiques d'hiver de 2014 et présente une nouvelle candidature. Son projet d'infrastructures compact est son point fort. Beaucoup d'entre elles sont déjà construites, mais l'organisation et la préparation de l'événement est le point faible de la candidature, le pays n'ayant jamais accueilli un tel événement.
- Pékin ( Chine)

Pékin, qui était la ville hôte des Jeux olympiques d'été de 2008, a annoncé le mardi 5 novembre 2013 par la presse officielle chinoise une candidature pour 2022. Les épreuves de neige auraient lieu à Chongli, district de la ville de Zhangjiakou. Les points négatifs de la candidature chinoise sont la pollution à laquelle les athlètes seraient exposés, la neige artificielle qui devra être produite et qui nécessitera de l'eau, parfois manquante dans la région capitale, et les distances entre les infrastructures olympiques. Ses points forts sont la somme qu'investirait le gouvernement si la candidature était gagnante, et l'expérience du pays dans la préparation de grands événements.

Logo de la candidature d'Almaty pour les JO de 2022.
Logo de la candidature de Pékin pour les JO de 2022.

### Candidatures abandonnées
- Stockholm ( Suède)[7] : le 11 novembre 2013, le Comité olympique suédois annonce que Stockholm est candidate pour les Jeux d'hiver de 2022. La ville a précédemment organisé les Jeux olympiques d'été de 1912, mais c'est la première fois que la ville est candidate pour l'organisation des Jeux d'hiver. Les épreuves de ski alpin auraient lieu dans la localité d'Åre, à 610 km de Stockholm. Cependant le 17 janvier 2014, la ville annule sa candidature par suite du manque de soutien politique.

- Cracovie ( Pologne) : le maire de Cracovie Jacek Majchrowski et des représentants des Comités nationaux olympiques de Pologne et de Slovaquie ont décidé en 2012 du principe d'une candidature[8], confirmée le 7 novembre 2013[9]. Les cérémonies d'ouverture et de clôture se dérouleraient à Cracovie. Bien que la majorité des épreuves pourraient être organisées en Pologne (à Zakopane, Myślenice, Jurgów), d'autres devraient être organisées en Slovaquie (p. ex. à Jasná (Chopok), où les pistes sont plus longues), mais pas dans les Tatras, classées parc national dans les deux pays. En outre la Slovaquie accueillerait aussi des matchs de hockey à Liptovský Mikuláš et à Poprad. En mai 2014, Cracovie renonce à sa candidature à la suite du référendum effectué (70 % de rejet)[10]

- Lviv ( Ukraine) : le Comité national olympique ukrainien dépose officiellement le 5 novembre 2013 sa candidature pour l'organisation des Jeux d'hiver de 2022 avec la ville de Lviv.  Les épreuves alpines auraient lieu à Volovets, dans les Carpates. Le 30 juin 2014, le Comité international olympique annonce que Lviv porte désormais ses espoirs pour une candidature olympique en 2026 et par conséquent abandonne celle de 2022. Cette décision résulte du contexte politique et économique en Ukraine[11].

- Oslo ( Norvège) : le conseil de la ville d'Oslo a débloqué des fonds pour lancer une candidature[12]. L'essentiel des épreuves aurait eu lieu à Oslo, mais des sports comme le ski alpin ou le bobsleigh auraient réutilisé les installations des Jeux olympiques d'hiver de 1994 à Lillehammer. Après le succès d'un référendum organisé début septembre 2013 auprès de la population, la ville continue le processus de candidature[13]. Cependant, le projet connaît une importante perte de popularité et fin août 2014, un sondage indique qu'à peine 30,2% des Norvégiens demeurent favorables à l'organisation des jeux de 2022[14]. Finalement, la ville d'Oslo retire sa candidature à l'organisation des JO le 1er octobre 2014, à la suite d'un vote négatif du parti au pouvoir au parlement norvégien, qui entérine de facto la fin du projet[4],[15].

Logo de la candidature de Cracovie.
Logo de la candidature de Lviv.
Logo de la candidature d'Oslo pour les JO de 2022

## Vote
Le vote a lieu le 31 juillet 2015 à Kuala Lumpur, et le CIO n'a besoin que d'un seul tour pour désigner la ville hôte. Une abstention est comptabilisée au cours du vote. Pour la première fois depuis les jeux de 1968 (si on exclut 1992 et 1994, à cause d'un décalage exceptionnel), l'alternance des continents pour les jeux d'hiver n'est pas respectée.
| Résultats du choix de la ville candidate | Résultats du choix de la ville candidate | Résultats du choix de la ville candidate | Résultats du choix de la ville candidate |
| Ville candidate                          | Pays                                     | 1er tour                                 |                                          |
| ---------------------------------------- | ---------------------------------------- | ---------------------------------------- | ---------------------------------------- |
| Pékin                                    | Chine                                    | 44                                       |                                          |
| Almaty                                   | Kazakhstan                               | 40                                       |                                          |

## Candidatures envisagées
- Bakou (Azerbaïdjan)

- Nice (France)

Le maire de Nice, Christian Estrosi, a eu des discussions exploratoires concernant une candidature; cette réflexion suivait l'échec de Nice à devenir la ville candidate française pour les Jeux de 2018. Mais le président du Comité national olympique et sportif français n'était pas enthousiaste à repartir sur une nouvelle candidature hivernale et favorisait davantage une candidature pour les Jeux olympiques d'été de 2024.
- Brașov (Roumanie)

Le maire de Brașov a exprimé son intérêt à soumettre une candidature s'il jugeait que le déroulement du Festival olympique de la jeunesse européenne dans sa ville en 2013 était un succès.
- Munich (Allemagne)

Munich, qui était ville candidate pour les Jeux olympiques d'hiver de 2018,  a réfléchi à une nouvelle candidature pour 2022. La ville ne sera finalement pas candidate faute d'avoir réuni suffisamment de suffrages lors d'une consultation populaire. Ce choix a été annoncé le dimanche 10 novembre 2013 par le maire de la ville, Christian Ude .
- Québec (Canada)

Québec était intéressée par une candidature pour 2022, mais en septembre 2011, le maire de Québec Régis Labeaume a décidé d'abandonner, préférant se concentrer sur la venue d'une équipe de Ligue nationale de hockey,.
Le maire de Québec et le premier ministre du Québec Jean Charest avaient visité Vancouver pendant les Jeux olympiques d'hiver de 2010 pour annoncer que la ville préparait une candidature ambitieuse pour les Jeux d'hiver de 2022,. Marcel Aubut, ancien propriétaire des Nordiques de Québec et désormais président du Comité olympique canadien était très intéressé par l'obtention d'un événement sportif majeur à Québec après l'échec de la candidature aux Jeux de 2002 face à Salt Lake City et le choix de Vancouver de préférence à Québec comme ville candidate du Canada pour les Jeux de 2010.
Lors du lancement de la candidature en 2010, le principal obstacle à toute candidature crédible demeurait l'absence d'une piste de ski avec un dénivelé totale d'au moins 800 mètres, ce qui est l'exigence minimale pour la descente hommes des Jeux. La piste ayant le plus fort dénivelé dans la région est au Massif avec 677 mètres. En 2010, le maire de Lake Placid, Craig Randall, a demandé à Québec d'envisager Whiteface Mountain pour les seules épreuves de ski. Whiteface Mountain est une des trois stations de ski de l'est des États-Unis à offrir des pistes ayant un dénivelé de plus de 800 mètres (les autres sont Killington dans le Vermont et Sugarloaf dans le Maine), et est d'ailleurs celle ayant le dénivelé le plus élevé. Randall a aussi déclaré au quotidien Le Soleil que Lake Placid ne prévoit aucune future candidature pour les Jeux Olympiques.
- Reno, Denver et Salt Lake City (États-Unis)

Les villes de Reno, Denver et Salt Lake City avaient toutes trois exprimé leur intérêt à poser une candidature. Le Comité national olympique des États-Unis a finalement annoncé en juillet 2012 qu'il n'y aura pas de candidature américaine pour 2022, envisageant plutôt une candidature pour les Jeux olympiques d'été de 2024, voire les Jeux olympiques d'hiver de 2026.
- Saint-Moritz (Suisse)

En novembre 2010, le Comité national olympique (CNO) suisse approuve le principe d'une candidature pour les Jeux olympiques d'hiver de 2022. Lors de cette décision, il est spécifié que la candidature ne sera mise en œuvre que si la ville coréenne de Pyeongchang est élue ville hôte des Jeux de 2018 de préférence à Annecy et Munich. Après la victoire de Pyeongchang, le CNO suisse donne son accord final à la candidature suisse en novembre 2011. Joerg Schild, président du CNO suisse déclare : « Les représentants du sport suisse ont très clairement affirmé aujourd'hui qu'ils étaient intéressés par l'idée d'avoir les Jeux Olympiques d'hiver dans notre pays ».
Le 24 janvier 2011, le CNO suisse annonce que cinq zones à travers la Suisse avaient indiqué leur intérêt pour une candidature aux Jeux Olympiques de 2022: Genève, le Valais, les Grisons, Lucerne/Suisse centrale et Berne.
Finalement, le choix se résume à Genève, Vaud et le Valais contre les Grisons. Le canton des Grisons, avec Saint-Moritz et Davos, est choisi le 11 août 2011 par 8 voix contre 4.
Le 3 mars 2013, une votation populaire a lieu dans le canton des Grisons. Une majorité de votants des communes de Saint-Moritz (61 %) et Davos (56,2 %) sont favorables aux Jeux, mais le non l'emporte par 52,66 % sur l’ensemble du canton, ce qui met fin à la candidature grisonne.
- Barcelone (Espagne)

Le maire de Barcelone, Jordi Hereu, a annoncé le 13 janvier 2010 que la ville souhaitait organiser les Jeux Olympiques de 2022. L'organisation des Jeux à Barcelone se ferait en deux noyaux,. Les cérémonies d'ouverture et de clôture ainsi que la remise des médailles et les sports en salle auraient lieu à Barcelone, tandis que les sports d'extérieur seraient organisés dans des stations des Pyrénées, telles que La Molina (à 155 km de Barcelone). Barcelone a déjà accueilli les Jeux d'été de 1992 et en cas de succès elle aurait pu devenir la première ville à accueillir les Jeux d'été et d'hiver.
Le 16 octobre 2013, Barcelone renonce à se présenter.